# 藤井旭 (小惑星)
藤井旭(3872 Akirafujii)は、小惑星帯の小惑星である。1983年1月12日にブライアン・スキッフがフラッグスタッフ (アリゾナ州)のローウェル天文台で発見した。日本人天体写真家の藤井旭にちなんで命名された。